# ソユーズ17号
ソユーズ17号（ロシア語: Союз 17, Soyuz 17）はソビエト連邦が1975年に行った有人宇宙飛行。サリュート4号宇宙ステーションに初めて滞在した。フライト時間は29日で、1971年サリュート1号に滞在したソユーズ11号の乗員らによる23日というソ連の宇宙滞在記録を更新した。

## 搭乗員
- コマンダー: アレクセイ・グバレフ
- フライトエンジニア: ゲオルギー・グレチコ

### 支援搭乗員
- コマンダー: ワシリー・ラザレフ
- フライトエンジニア: オレグ・マカロフ

### 予備搭乗員
- コマンダー: ピョートル・クリムク
- フライトエンジニア: ヴィタリー・セバスチャノフ

## ミッション情報
- 重量: 6800kg
- 近地点: 185km
- 遠地点: 249km
- 軌道傾斜角: 51.6°
- 周期: 88.8 分

## ミッション
サリュート4号は1974年12月26日に打ち上げられ、ゲオルギー・グレチコとアレクセイ・グバレフを乗せたソユーズ17号は16日後の1975年1月10日に打ち上げられた。1月12日、グバレフは手動でソユーズを宇宙ステーションにドッキングさせた。グバレフとグレチコが初めてステーションに入るとき、地上作業員からのメモを見つけた。そこにはこう書かれてあった。「足を拭けよ！」。
ソユーズ17号がドッキングした際、サリュート4号は350kmという今までとは異なる高い軌道を周回していた。サリュートの設計者であるコンスタンチン・フェオクチストフによればこれは推進剤の消費量を、低軌道のそれに比べ半分にするためだったという。
宇宙飛行士は1日15時間から20時間作業を行い、その中には30分間の運動が2回含まれていた。活動内容はトラッキング船のための通信設備の試験やモルニア衛星を経由してミッションセンターとの連絡などであった。
ミッションの主要素は、1月16日からの太陽望遠鏡を使用した天体物理学だった。望遠鏡のポインティングシステムが故障し、宇宙飛行士は後に望遠鏡のメインミラーが太陽光に直接露出されたことによって損なわれていたことを発見した。2月3日にミラーを修理した。
1月14日、ソユーズの換気システムが故障したため、サリュート4号から換気ホースが取り付けられた。
地上乗組員からの通信には新型のテレタイプ端末が使用され、作業中のサリュート乗組員がコンスタントに作業を中断されることはなくなった。 
2月7日、宇宙飛行士はサリュート7号の電源を落とし始め、2日後にソユーズカプセルで地球に帰還した。